# Coupe de la Ligue suisse féminine de basket-ball
 (juillet 2016).
Si vous disposez d'ouvrages ou d'articles de référence ou si vous connaissez des sites web de qualité traitant du thème abordé ici, merci de compléter l'article en donnant les références utiles à sa vérifiabilité et en les liant à la section « Notes et références ».
La Coupe de la Ligue suisse de basket-ball féminin est une compétition de basket-ball disputée annuellement en Suisse. 
Elle regroupe les équipes classées aux 4 premiers rangs à l'issue du premier tour du Championnat suisse de SBL Wpmen.

## Palmarès
| Saison    | Vainqueur                |
| --------- | ------------------------ |
| 2023-2024 | BCF Elfic Fribourg       |
| 2022-2023 | BCF Elfic Fribourg       |
| 2021-2022 | BCF Elfic Fribourg       |
| 2020-2021 | BCF Elfic Fribourg       |
| 2019-2020 | BC Winterthur            |
| 2018-2019 | BCF Elfic Fribourg       |
| 2017-2018 | BCF Elfic Fribourg       |
| 2016-2017 | BCF Elfic Fribourg       |
| 2015-2016 | BCF Elfic Fribourg       |
| 2014-2015 | Hélios VS Basket         |
| 2013-2014 | Hélios VS Basket         |
| 2012-2013 | Hélios VS Basket         |
| 2011-2012 | Sdent Hélios VS Basket   |
| 2010-2011 | Sdent Hélios VS Basket   |
| 2009-2010 | Sdent Sierre Basket      |
| 2008-2009 | Université BC Neuchâtel  |
| 2007-2008 | Université BC Neuchâtel  |
| 2006-2007 | Brunnen Basket           |
| 2005-2006 | Espérance sportive Pully |
| 2004-2005 | Martigny-Ovronnaz Basket |
| 2003-2004 | Martigny-Ovronnaz Basket |